# Science fantasy

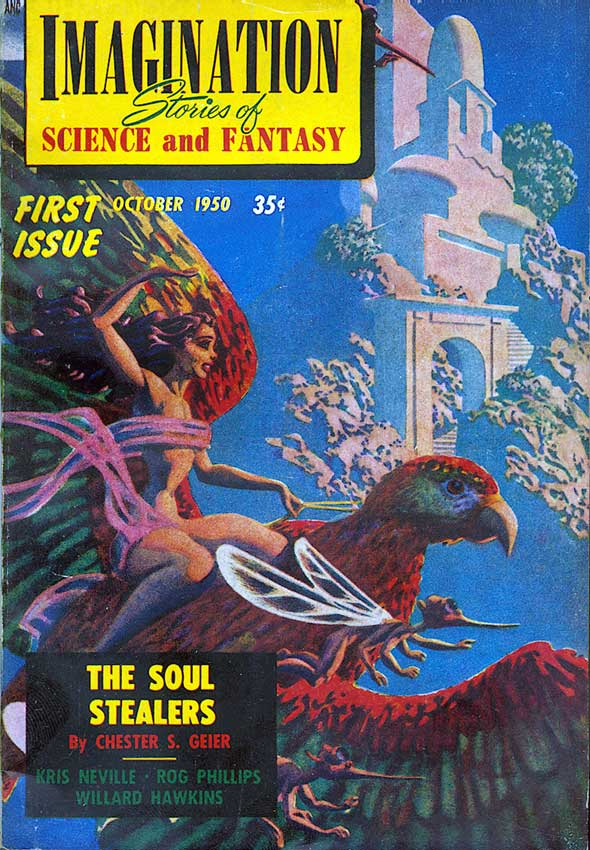
Okładka magazynu Imagination z października 1950.

Science fantasy – podgatunek fantastyki, który zawiera elementy zarówno fantastyki naukowej, jak i fantasy, a czasem również horroru. Według The Encyclopedia of Science Fiction definicja tego gatunku nie została nigdy jasno określona, a określenie to najpowszechniej stosowano w latach 1950–1966.
Jako przykład science fantasy często wymienia się serię Gwiezdne wojny, a także Transformers czy Dragon Ball, zaś z polskich utworów cykl Pan Lodowego Ogrodu.
Akcja tego typu historii często rozgrywa się w przyszłości. Typowej dla fantastyki naukowej technologii często towarzyszą baśniowe, lub mitologiczne stworzenia typowe dla fantasy.